# Kolhar (B), Bidar
Kolhar (B) là một làng thuộc tehsil Bidar, huyện Bidar, bang Karnataka, Ấn Độ.